# Comté de Craighead
Le comté de Craighead est un comté de l'État de l'Arkansas aux États-Unis. Ses chefs-lieux sont Jonesboro (pour le district ouest) et Lake City (pour le district est). C'est un dry county.

## Démographie
Au recensement de 2010, il comptait 96 443 habitants.
| 1860  | 1870  | 1880  | 1890   | 1900   | 1910   |
| ----- | ----- | ----- | ------ | ------ | ------ |
| 3 066 | 4 577 | 7 037 | 12 025 | 19 505 | 27 627 |

| 1920   | 1930   | 1940   | 1950   | 1960   | 1970   |
| ------ | ------ | ------ | ------ | ------ | ------ |
| 37 541 | 44 740 | 47 200 | 50 613 | 47 303 | 52 068 |

| 1980   | 1990   | 2000   | 2010   | - | - |
| ------ | ------ | ------ | ------ | - | - |
| 63 239 | 68 956 | 82 148 | 96 443 | - | - |